# Guêpe solitaire
Taxons concernés
Dans la super-famille des Vespoidea :
- la famille des Chrysididae
- la famille des Pompilidae
- la famille des Scoliidae
- parmi les Vespidae
  - la sous-famille des Eumeninae
  - la sous-famille des Masarinae

Dans les Apoidea :
- la famille des Sphecidaemodifier

On appelle communément guêpes solitaires de nombreuses espèces de « guêpes ». Elles sont désignées ainsi par opposition aux « guêpes sociales » qui constituent seulement une partie de la famille des Vespidae.
Ce groupe présente une grande diversité de formes, de tailles et de couleurs, ainsi qu'une grande variabilité de comportements, déjà mise en évidence par Fabre dans ses Souvenirs entomologiques.

## Classification
Les principales familles de guêpes solitaires sont les Chrysididae, les Pompilidae[réf. nécessaire], et les Sphecidae, famille comprenant le plus d'espèces, ou les Scoliidae. Dans la famille des Vespidae cela ne concerne que l'ancienne famille des Eumenidae (actuellement la sous-famille des Eumeninae) et la sous-famille des Masarinae. 

### Quelques espèces communes
- Ammophila sabulosa - Ammophile des sables[1]
- Pemphredon lugubris - Pemphrédon lugubre[1]
- Sceliphron curvatum - Pélopée courbée[2]
- Scolia hirta - Scolie des jardins[1]

## Habitats et phénologie
Comme les autres hyménoptères aculéates, les guêpes solitaires sont en majorité héliophiles et thermophiles. Elles vivent dans de nombreux milieux mais sont particulièrement abondantes dans les milieux sableux.
La quasi-disparition des haies pour nicher, du bois mort facile à mâcher pour construire certains types de nids, mais surtout le développement des pesticides, contribuent à la raréfaction de ces insectes.